# Sebastián López de Arteaga
Sebastián López de Arteaga (Sevilha, 1610 - Cidade do México, 1656) foi um pintor espanhol.
As obras de Sebastián denotam a ifluência de Francisco de Zurbarán.

## Obras
- El Crucifijo (1643)
- La incredulidad de santo Tomás (1643) (Óleo sobre tela, 223 x 155)
- Los desposorios de la Virgen
- La estigmatización de San Francisco de Asís (1650)
- vários retratos de inquisidores do México.